# مات كولين
مات كولين (بالإنجليزية: Matt Cullen)‏ (و. 1976  م) هو لاعب هوكي الجليد، من الولايات المتحدة، ولد في فيرجينيا، مركز لعبه هو مركز ‏.

## التعليم
تعلم في جامعة سانت كلاود.

## جوائز
حصل على جوائز منها:
- كأس ستانلي.

## روابط خارجية
- مات كولين على موقع دوري الهوكي الوطني (الإنجليزية)
- مات كولين على موقع EliteProspects.com (الإنجليزية)
- مات كولين على موقع Eurohockey.com (الإنجليزية)
- مات كولين على موقع HockeyDB.com (الإنجليزية)
- مات كولين على موقع Hockey-Reference.com (الإنجليزية)